# George Wendt
George Robert Wendt Jr. (17. října 1948 Chicago – 20. května 2025 Los Angeles) byl americký herec. Proslavil se ztvárněním role Norma Petersona v sitcomu Na zdraví, ve kterém účinkoval v letech 1982 až 1993. Za roli byl šestkrát nominován na cenu Emmy za vynikající vedlejší roli v komediálním seriálu.

## Život
George Wendt se narodil 17. října 1948 v Chicagu ve státě Illinois. Po absolvování univerzity v oblasti dramatických umění začal svou kariéru v divadle, než se dostal do televizních seriálů.
Mezi jeho první role patřil mariňák v seriálu M*A*S*H. Jeho nejznámější role byla Norm Peterson v sitcomu Na zdraví, ve kterém účinkoval v letech 1982 až 1993. Objevil se ve všech 275 epizodách seriálu. Za roli byl šestkrát nominován na cenu Emmy za vynikající vedlejší roli v komediálním seriálu.
Také se objevoval v komediálních filmech jako Připoutejte se, prosím! 2 (1982), Žádná maličkost (1984), Fletch (1985), Malí uličníci (1994), Táta jak má být (1995), Spice World (1997) a Sandy Wexler (2017). Rovněž vystupoval v dramatech jako Kdysi dávno (1980), Útěk ze sna (1984), Předem vinni (1991) a Navždy mladý (1992).
V roce 1974 se seznámil s herečkou Bernadette Birkettovou v divadle v Chicagu. Vzali se v roce 1978 a Birkettová namluvila jeho manželku Veru v seriálu Na zdraví. Manželé spolu měli tři děti.
Zemřel ve spánku 20. května 2025 ve svém domě v Los Angeles ve věku 76 let.

## Filmografie (výběr)

### Filmy
- Kdysi dávno (1980)
- Připoutejte se, prosím! 2 (1982)
- Žádná maličkost (1984)
- Útěk ze sna (1984)
- Fletch (1985)
- Předem vinni (1991)
- Navždy mladý (1992)
- Malí uličníci (1994)
- Táta jak má být (1995)
- Spice World (1997)
- Děti Ameriky (2005)
- Sandy Wexler (2017)

### Televize
- Na zdraví (1982–1993)
- Sabrina – mladá čarodějnice (2001–2002)
- Fancy Nancy Clancy (2018–2022)